# Chirassimont
Chirassimont é uma comuna francesa na região administrativa de Auvérnia-Ródano-Alpes, no departamento de Loire. Estende-se por uma área de 10,69 km². Em 2010 a comuna tinha 409 habitantes (densidade: 38,3 hab./km²).